# Kubotan
Kubotan (jap. クボタン) – rodzaj broni stosowanej do samoobrony wywodzący się ze współczesnej Japonii. Jest to pomniejszona wersja yawary, wprowadzona na rynek przez Sōke Takayuki Kubota, który jest również autorem systemu technik walki z użyciem kubotanu, wchodzącego w skład szkoły karate Gōsoku-ryū. Nazwa przyrządu pochodzi od nazwiska twórcy.

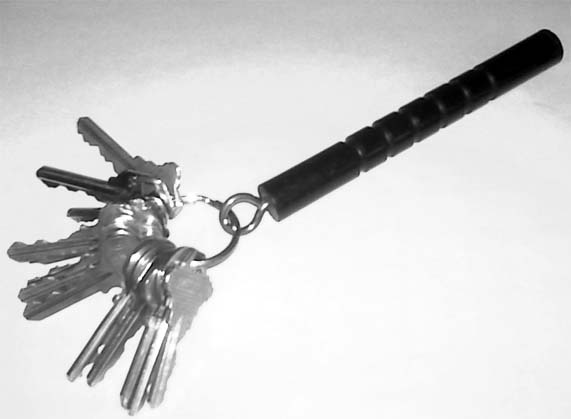
Kubotan pełniący rolę breloka do kluczy

Kubotan to czternastocentymetrowej długości walec wykonany z twardego plastiku, noszony zazwyczaj jako breloczek przy kluczach. Kubotan stosowany jest zarówno do zadawania ciosów, jak również uciskania odpowiednich punktów lub sfer na ciele przeciwnika. Techniki obejmują uderzenia lub naciski na wrażliwe punkty ciała, takie jak twarz, szyja, krtań, połączenia stawów, kości, sploty nerwowe.

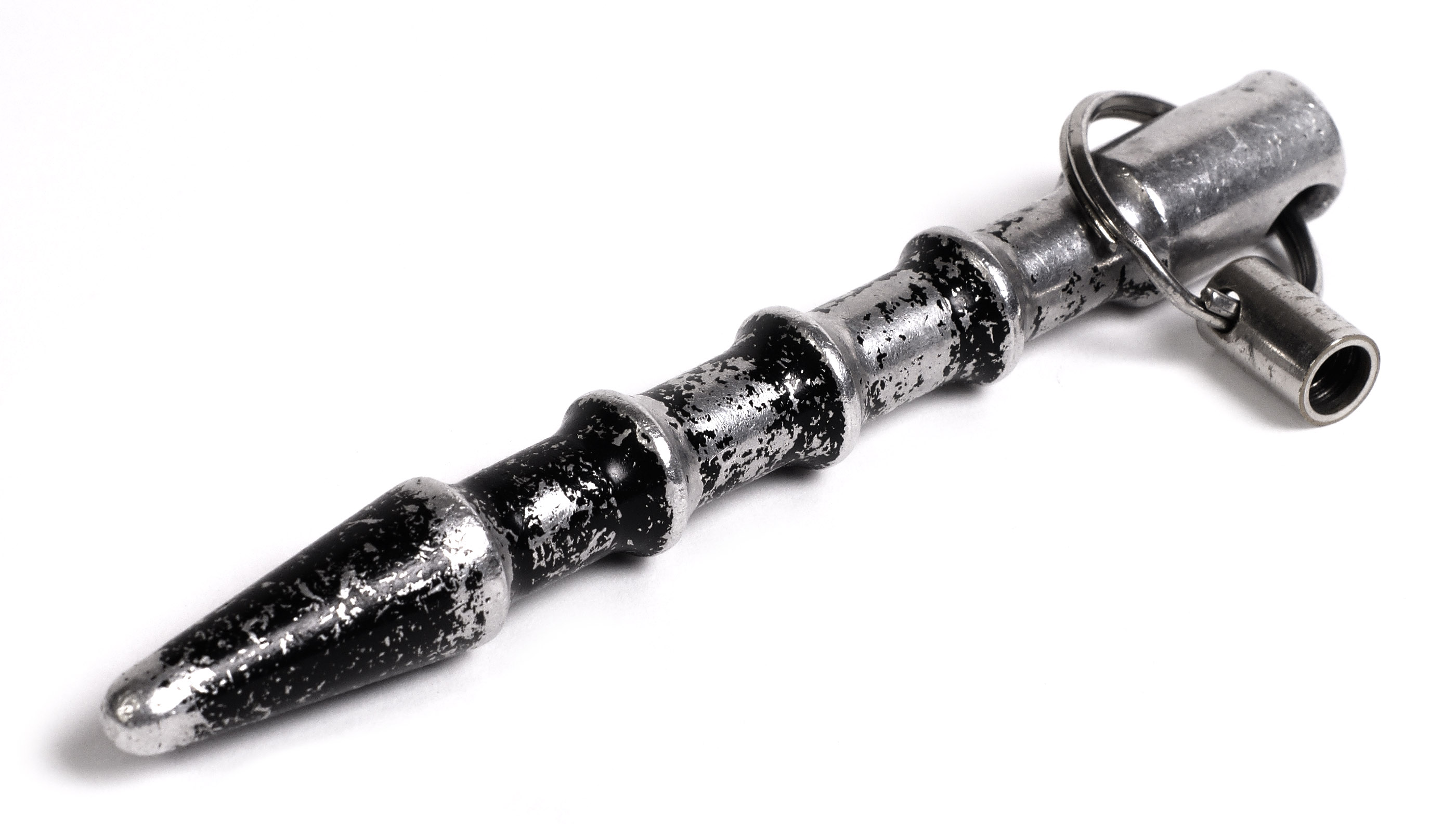
Aluminiowy kubotan o zwężonym końcu

Kubotan jako zarejestrowany w Amerykańskim Urzędzie Patentowym znak towarowy jest chroniony od 16 stycznia 1979 roku. Ostatnie odnowienie rejestracji miało miejsce 2 lutego 2009 roku. Obecnie jednak kubotanem nazywa się szeroką gamę breloków do samoobrony o podobnych właściwościach, wykonanych z różnych materiałów.
W Polsce nie ma osobnych przepisów regulujących użycie kubotanu, jednak w innych krajach (np. w Wielkiej Brytanii czy USA) możemy spotkać się z ograniczeniami dotyczącymi użycia tej broni.
W 2012 roku została założona Polska Akademia Kubotanu (PAK), organizacja działająca zgodnie z licencją uzyskaną od Takayuki Kubota. PAK szkoli z zakresu samoobrony z wykorzystaniem kubotanu.